# آرامگاه مرشد
مقبره مرشد مربوط به دوره قاجار است و در ماهان، خیابان امام خمینی، انتهای خیابان مدرّس، سمت راست واقع شده و این اثر در تاریخ ۲ مرداد ۱۳۸۷ با شمارهٔ ثبت ۲۳۱۲۷ به‌عنوان یکی از آثار ملی ایران به ثبت رسیده است.
مقبره مرشد متعلّق به قرن سیزده هجری ساخت آن به دورة قاجار بر میگردد و این بنا حدود 118-110 سال قدمت دارد. شروع ساخت بنا سال 1275 هـ . ق بوده و اتمام ساخت آن در سال 1268 هـ . ق میباشد. حاج سید محمود خان طباطبایی نائینى(میرزا محمودنائینی) در زمان حیاتش تصمیم به ساخت بنایى به عنوان جایگاهى براى جمع شدن عرفا به عنوان (جمع خانه) خانقاه می‌گیرد با شروع ساخت بنا و نیمه تمام ماندن آن ایشان وفات می‌نمایند. و حاج محمّد ابراهیم نمازى ملقّب به نیاز علیشاه به جانشینی انتخاب شدند. به دستور ایشان پیکر حاج سید محمود طباطبایى نائینى معروف به حیرتعلى شاه و مشهور به حاج سید محمود خان مرشد در این محل به
خاک سپرده شد.